# Stiepan Chitrow
Stiepan Dmitrijewicz Chitrow (ros. Степан Дмитриевич Хитров, ur. 14 grudnia?/27 grudnia 1910 we wsi Wierchnij Karaczan w guberni woroneskiej, zm. 4 maja 1999 w Moskwie) – radziecki polityk, minister budownictwa rolnego ZSRR (1967-1982), członek KC KPZR (1966-1986).
1930-1933 uczył się w technikum budowlanym w Tambowie, od 1932 w WKP(b), 1933 zastępca głównego inżyniera wydziału budowlanego sowchozu Uzbeckiej SRR, 1933-1935 w Armii Czerwonej, 1935-1938 technik budowlany i redaktor odpowiedzialny gazety „Stroitiel” w Woroneżu. 1938-1940 instruktor komitetu rejonowego i Komitetu Miejskiego WKP(b), sekretarz fabrycznego komitetu WKP(b) w Woroneżu, instruktor wydziału organizacyjno-instruktorskiego Komitetu Obwodowego WKP(b) w Woroneżu, 1940-1943 I sekretarz rejonowego komitetu WKP(b) w Woroneżu, 1943 sekretarz Komitetu Obwodowego WKP(b) w Woroneżu ds. przemysłu budowlanego, 1943-1947 zastępca sekretarza Komitetu Obwodowego WKP(b) w Woroneżu ds. budownictwa mieszkaniowego, 1947-1949 III sekretarz Woroneskiego Komitetu Obwodowego WKP(b). Od 1949 do października 1952 sekretarz Komitetu Obwodowego WKP(b)/KPZR w Woroneżu, od października 1952 do 1959 II sekretarz tego komitetu, 1959-1960 inspektor KC KPZR. Od kwietnia do grudnia 1960 przewodniczący Komitetu Wykonawczego Woroneskiej Rady Obwodowej, od 26 listopada 1960 do 23 marca 1967 I sekretarz Komitetu Obwodowego (od stycznia 1963 do grudnia 1964: Wiejskiego Komitetu Obwodowego) w Woroneżu. Od 31 października 1961 do 29 marca 1966 zastępca członka, a od 8 kwietnia do 25 lutego 1986 członek KC KPZR. Od 21 lutego 1967 do 8 grudnia 1982 minister budownictwa rolnego ZSRR, następnie na emeryturze. Deputowany do Rady Najwyższej ZSRR od 6 do 10 kadencji. Pochowany na Cmentarzu Kuncewskim w Moskwie.

## Odznaczenia
- Order Lenina (trzykrotnie)
- Order Czerwonego Sztandaru Pracy (dwukrotnie)
- Order „Znak Honoru”